# Дзябенко, Василий Васильевич
Василий Васильевич Дзябенко (укр. Василь Васильович Дзябенко; 21 октября 1931 год, село Подлуки, Великобагачанский район, Полтавская область, Украинская ССР) — строитель, бригадир механизированной колонны управления «Укргазстрой» Министерства газовой промышленности СССР, Полтавской области, Украинская ССР. Герой Социалистического Труда (1967).

## Биография
Родился 21 октября 1931 года в крестьянской семье в селе Подлуки Полтавской области. После окончания семилетней школы в родном селе работал прицепщиком в Мирогородской МТС. Потом обучался в Миргородской школе механизации, которую окончил в 1948 году по специальности «комбайнёр». Одним из первых в Полтавской области работал на комбайне СК-4. В 1951 году был призван на срочную службу в Советскую Армию. Возвратившись из армии, работал в бригаде нефтяников на прокладке нефтепроводов. Был назначен бригадиром строительной бригады механизированной колонны управления «Укргазстрой» Министерства газовой промышленности СССР.
Участвовал в строительстве нефтепровода «Дружба». В 1967 году был удостоен звания Героя Социалистического Труда «за выдающиеся успехи, достигнутые на строительстве и вводе в действие нефтепровода „Дружба“».
Работал на строительстве газопровода Уренгой — Помары — Ужгород, газопроводов в Афганистане и Ираке.
После выхода на пенсию проживает в селе Устивица Великобагачанского района Полтавской области.
Умер 27 ноября 2016 года.

## Награды
- Герой Социалистического Труда — указом Президиума Верховного Совета СССР от 14 октября 1967 года
- Орден Ленина